# U-5TS坦克炮
U-5TS“錘子”（俄语：У-5ТС «Молот»；，意為：錘子；俄罗斯国防部火箭炮兵装备总局代號：／）是一門由前苏联／俄罗斯OKB-9設計局所研製、九號火炮廠所生產的單管滑膛式坦克炮，並安裝在T-62主戰坦克以上，發射115毫米滑膛炮彈。
這是機械製造的工藝進步解決了精準度不足的問題以後，全世界第一款為坦克而研製的滑膛式火炮。並因滑膛砲炮彈不會因自旋而導致能量損失以及發射時炮管損耗較小而重新獲得重視，而獲運用於設計坦克砲以後，預示著坦克炮從线膛炮到滑膛炮的主炮變化。

## 研發歷史
從1950年代開始，隨著T-54／55系列取代了蘇聯陸軍當中的T-34中型坦克，研發部門意識到當時的標準北約坦克—「百夫長」和M48「巴頓」—都裝有厚重的裝甲，以至新型坦克所搭載的100毫米D-10戰車砲難以現有的彈藥將其貫穿。蘇聯隨即著手設計一款全新的“重型”車輛，它需要以強大的火力補助坦克並且具備更強大的反裝甲能力。
此時於1958年，赫魯曉夫看到了1955年投入生產的T-12（俄罗斯国防部火箭炮兵装备总局代號：／）100毫米牽引式滑膛反坦克炮發射其配用的新型尾翼穩定脫殼穿甲彈（APFSDS）時，展示出其穿甲力為當時同口徑膛線炮的1.5倍的表現以後十分欣賞，堅持將它用作新型坦克的主砲。可是T-12反坦克砲的彈藥長達1,200毫米，由於坦克內部對角線的限制，無法在坦克砲塔以內順利地裝填和拋殼。於是位於斯維爾德洛夫斯克九號火炮廠所屬的OKB-9設計局在D-54（U-8T）的基礎以上研發了U-5T型滑膛戰車砲，為了在縮短彈藥長度的同時提供更高的初速與更強大的裝甲貫穿力，將口徑擴大至115毫米，並且採用了錐度較大的粗短藥筒。U-5T移除了D-54系列一貫的砲口制退器，而抽煙裝置也移到身管中部。U-5T可在1,000公尺穿透300毫米的垂直軋壓均質裝甲，並且重新建立起對西方裝甲的強大貫穿透力。
1961年，它投入蘇聯陸軍服役，其生產在捷克斯洛伐克、伊朗和朝鮮等國家亦有進行。
儘管T-62在多場衝突當中取得了的成功程度不同，但它所搭載的U-5TS中仍然是一門火力強大的武器，直到1970年代後期和80年代早期部署第三代主戰坦克以前，已經證明了它能夠貫穿任何可以對比的北約坦克的裝甲。這些重點可通過檢視两伊战争期間，被伊拉克所用的T-62擊破的伊朗「酋長」式與M60「巴頓」得以證明。是次檢視導致附加式裝甲套件，比如Stillbrew查布漢裝甲的研發，以試圖對抗威力強大的U-5TS。目前未知實際得到的效果。

## 設計
2A20的主要部件是：炮管、固定在膛室部分的套管、後膛和位於距離炮口2,050毫米位置的排煙器。為了提高炮管排出廢氣的效率，球型逆止閥和炮口的鑽孔位置改為向後。炮彈通過鑽孔位置，砲管內的高壓會迫使大部分廢氣自小孔流入排煙室。以後開放炮管後膛時，廢氣就會隨着自車室往炮口方向的氣壓從小孔到炮口排出來。
該炮該用了楔橫式後膛和半自動彈簧。擊發機構是由電動扳機所組成，通過按下穩定器手柄以上的按鈕激活。此外還有裝在提昇機構的飛輪以上的擊發桿式備用機構。利用位於儀表板圍欄左側的手柄可作手動降下。槍管組安裝在過載型搖架當中，為緊夾著槍管組的兩件半形槽狀鑄造件相互焊接成型。一部份2A20型號採用了實體成型的搖架。在搖架右側裝有扇狀提昇機構。液壓緩衝裝置的氣缸連接到後膛支架以上。

## 彈藥

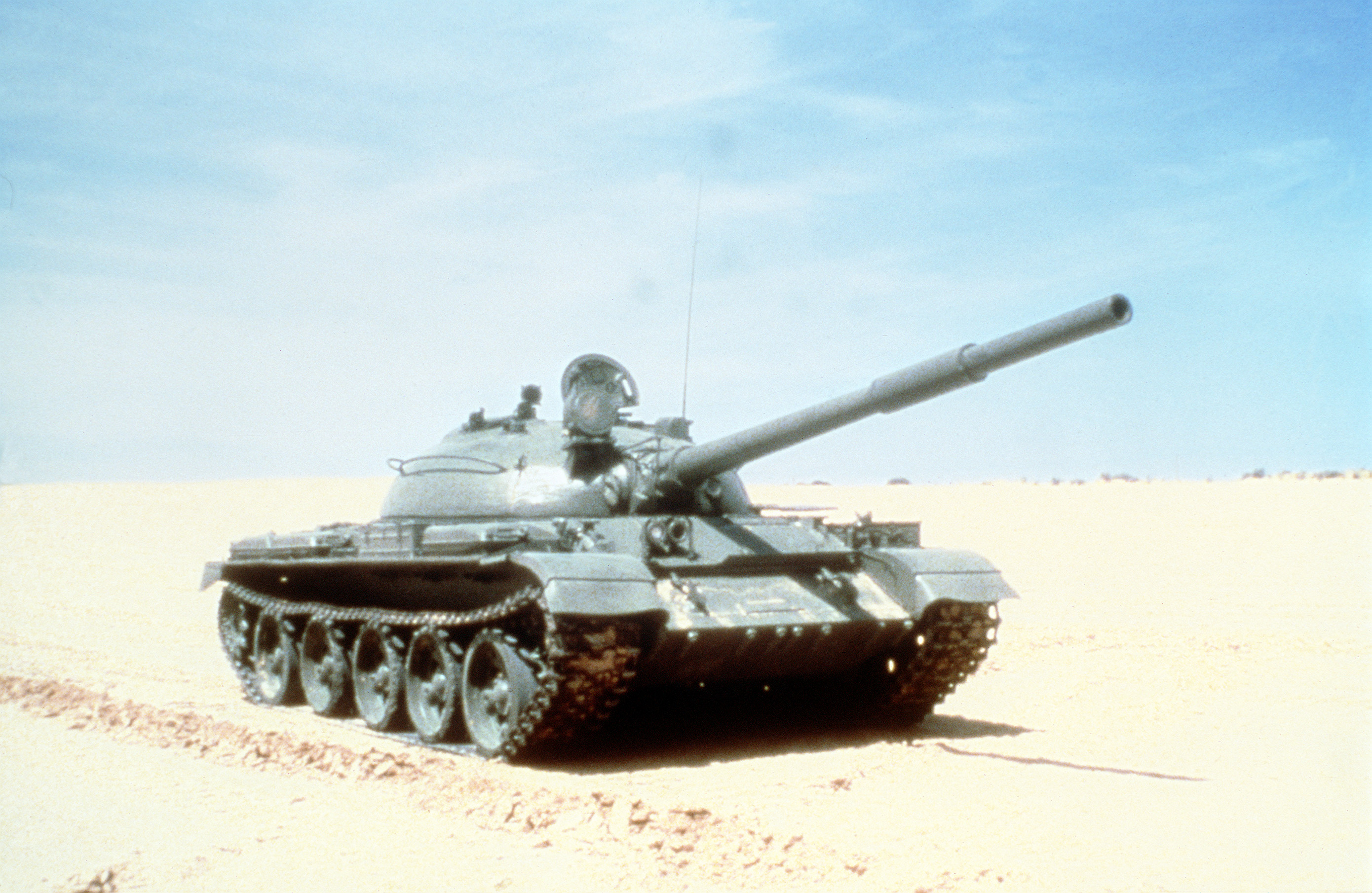
在美國NTC以上、搭載U-5TS坦克炮的T-62主戰坦克

與該炮一同為全世界第一款的是其採用的尾翼穩定脫殼穿甲（APFSDS）彈藥，其最初配備的3VBM-1炮彈裝有钢製侵徹體。隨後為這門火炮而研發的這款彈藥引申出了一系列侵徹體設計與不同的材質，其最終型號為3UBM-13，採用了貧鈾。後來按照著蘇聯和目前俄羅斯的軍事學說，還研發了一款可配用於T-62和U-5TS的炮射式反坦克导弹，9K116-2「舍克斯納」（英語：9K116-2 Sheksna，異說GRAU的編號為「9K118」；北約代號：AT-12「鞦韆」）。該門火炮還有配套的高爆破片彈（HE-Frag）和高爆反坦克彈（HEAT）兩款彈藥。
由於T-62設計的高度相對較矮小—這卻符合當時的蘇聯坦克的設計理念—其車內空間甚至比T-55還要細小、人機性差劣，裝填手並無足夠的空間以執行其裝彈的活動，導致U-5TS的射速受僅於6—10發／分鐘。經驗豐富的裝填手能夠在6秒以內重新裝彈。
| 彈藥                   |                             |                  |                |                          |                  |         |
| 炮彈                   | 彈頭                        | 炮口初速，米／秒 | 炮彈质量，公斤 | 彈頭質量（連彈托），公斤 | 爆炸物質量，公斤 | 貫穿力  |
| （尾翼穩定）脫殼穿甲彈 |                             |                  |                |                          |                  |         |
| 3UBM3                  | 3BM3                        | 1,650            | 22             | 2.8（4.0）               | —                | 300     |
| 3UBM4                  | 3BM4                        | 1,650            | 22             | 3.2（5.5）               | —                | 250     |
| 3UBM5                  | 3BM6                        | 1,680            | 22             | 3.9（5.4）               | —                | 228     |
| 3UBM9                  | 3BM21                       | 1,600            | 23,5           | 4.5（6.1）               | —                | 330     |
| 3UBM13                 | 3BM28                       | 1,650            | 24             | 4.89（6.7）              | —                | 380     |
| 3UBM17                 | 3BM36                       | ≥1,650           | ≥24            | ≥4.89（6.7）             | —                | ≥380    |
| 高爆反坦克彈           |                             |                  |                |                          |                  |         |
| 3UBK3                  | 3BK4                        | 950              | 26             | 12.97                    | 1.48             | 440     |
| 3UBK3M                 | 3BK4M                       | 950              | 26.6           | 12.98                    | 1.48             | 440     |
| 3UBK7                  | 3BK15                       | ≥1,060           | ≥26.3          | ≥12.2                    | ≥1.48            | ≥440    |
| 3UBK7M                 | 3BK15M                      | 1,060            | 26.3           | 12.2                     | ≥1.48            | ≥440    |
| 高爆彈                 |                             |                  |                |                          |                  |         |
| 3UOF1                  | 3OF11                       | 905              | 28             | 14.86                    | 2.64             | —       |
| 3UOF6                  | 3OF18                       | 750              | 30.8           | 17.86                    | 2.8              | —       |
| 3UOF37                 | 3OF27                       | 800              | 30.75          | 17.82                    | 3.13             | —       |
| 破片彈                 |                             |                  |                |                          |                  |         |
| 3USh2                  | 3Sh6                        |                  |                | 17.4                     | 0.08             | —       |
| 制導彈藥               |                             |                  |                |                          |                  |         |
| 3UBK10-2               | 9M117「堡壘」 （Bastion）   | 370              | 25             | 18.8                     | 4.5              | 550     |
| 3UBK10М-2              | 9M117M「菅」 （Kan）        | 370              | 27.5           | ≥18.8                    | ≥4.5             | 大約600 |
| 3UBK23-2               | 9M117M1「阿爾坎」 （Arkan） | 370              | 28             | ≥18.8                    | ≥4.5             | 850     |

## 使用國
- 苏联
- 阿富汗
- 阿尔及利亚
- 安哥拉
- 白俄羅斯
- 保加利亚
- 古巴
- 埃及
- 衣索比亞
- 伊朗
- 伊拉克
- 伊拉克库尔德斯坦
- 以色列
- 蒙古国
- 撒拉威阿拉伯民主共和國
- 俄羅斯
- 叙利亚
- 乌克兰
- 越南
- 葉門
- 黎巴嫩基督教民兵（英语：Lebanese Forces (militia)）

### 年代、功能、性能相近的其他火砲
- 皇家兵工廠L7坦克炮
- 皇家兵工廠L11A5坦克炮

### 蘇聯前代的武器
- D-10戰車砲

### 蘇聯次世代的武器
- D-68坦克炮——T-64初期型主戰坦克（俄语：Т-64）所搭載的115毫米火炮。
- 2A46坦克炮

## 資料來源
1. ↑  . Jane's Information Group. 2010.
2. ↑  Zaloga, Steven. . London: Osprey. 1984: 8.
3. ↑  Zaloga, Steven. . London: Osprey. 1984: 9.
4. ↑  . Tank Net.   [24 June 2013].[永久]
5. ↑  М. В. Павлов, И. В. Павлов. Отечественные бронированные машины 1945—1965 гг. // Техника и вооружение: вчера, сегодня, завтра. — Москва: Техинформ, 2008. — № 9. — С. 46.
6. ↑  . Jane's Information Group.   [2012-12-22]. （原始内容存档于2013-01-27）.
7. ↑  Zaloga, Steven. . Osprey. 1984: 12.
8. ↑  Zaloga, Steven. . London: Osprey. 1984: 15.
9. ↑  .   [2019-02-03]. （原始内容存档于2012-06-17）.
10. ↑  М. В. Павлов, И. В. Павлов. Отечественные бронированные машины 1945—1965 гг. // Техника и вооружение: вчера, сегодня, завтра. — Москва: Техинформ, 2008. — № 9. — С. 49, 56.
11. ↑  Каталог современного российского вооружения, стр 86, 102
12. ↑  3УБК10.00.00.000ТО. Выстрел 3УБК10 с управляемым снарядом 9М117. Техническое описание и инструкция по эксплуатации, стр. 5
13. ↑  Jane’s Ammunition Handbook 2003—2004
14. ↑  . . Janes. Edited by Foss C. R. 2006: 106 （俄语）.
15. ↑  Лещинский Ю. М., Телегин Н. Н. и др. . "Nova". Под общей редакцией Каллистова А. А. ISBN 5-87265-001-9 （俄语）.
16. ↑  當在1,000米的距離和表面暴露而無傾斜角度的滾軋均質鋼製裝甲時，表明了該口徑炮彈的貫穿力。Пробиваемость для подкалиберных снарядов указана при воздействии на гомогенную стальную броню при угле наклона 0° на дальности 1000 м
17. ↑  击破爆炸反應裝甲以後的平均等效軋壓均質装甲貫穿力。
18. 1 2  击破爆炸反應裝甲以後的平均等效軋壓均質装甲貫穿力。

## 外部連接
- http://articles.janes.com/articles/Janes-Ammunition-Handbook/115-mm-3UBM-5-APFSDS-T-cartridge-Russian-Federation.htmlArchive.today的存檔，存档日期2013-01-27
- （英文）—115 mm U-5TS （页面存档备份，存于）